# Aita Gasparin
Aita Gasparin (* 9. Februar 1994 in Samedan) ist eine Schweizer Biathletin.
Nach sportlichen Anfängen im Gerätturnen und Skilanglauf wechselte sie 2010 zum Biathlon. Seit der Saison 2012/13 nimmt die A-Kader-Athletin an IBU- und Weltcuprennen teil. Mit Rang sieben in der Verfolgung der Juniorinnen bei den Biathlon-Europameisterschaften 2013, zwei Podestplätzen im IBU-Cup 2013/14 sowie Top-Ten-Ergebnissen in der Frauenstaffel verzeichnete sie ihre grössten internationalen Erfolge. Ihre älteren Schwestern Selina und Elisa Gasparin gehören ebenfalls dem Biathlon-Kader des Verbandes Swiss-Ski an und starten regelmässig im Weltcup.

## Karriere

### Anfänge (2006 bis 2012)
Aita Gasparin begann ihren sportlichen Werdegang als Geräteturnerin im Trainingszentrum Getu TZ Engiadina und kam über den Skilanglauf zum Biathlon. Von 2006 und 2009 errang sie beim Teamwettkampf der Schweizer Meisterschaften im Geräteturnen zwei Bronze- und eine Silbermedaille in den Stärkeklassen K5 und K6. Darüber hinaus gehörte sie seit 2007 dem Bündner Skilanglaufkader an und gewann in den Folgejahren elf Bündner Meisterschaftsmedaillen. Beim Frauenlauf im Rahmen des Engadin Skimarathons belegte sie in den Jahren 2009 und 2010 jeweils den ersten Platz in der Altersklasse U16.
Zur Firmung bekam sie von ihren beiden Schwestern ein Biathlongewehr geschenkt. Nach dem Wechsel zum Biathlonsport am Stützpunkt Engadin Nordic wurde sie 2010 in die Kandidatengruppe des nationalen Verbandes aufgenommen. Als Jugendliche eingestuft, erreichte sie bei ihren ersten Schweizer Meisterschaften in Les Rasses am 6. März 2010 im Massenstart der Juniorinnen den vierten Platz hinter ihrer Schwester Elisa, Irene Cadurisch und Stefanie Schnydrig.

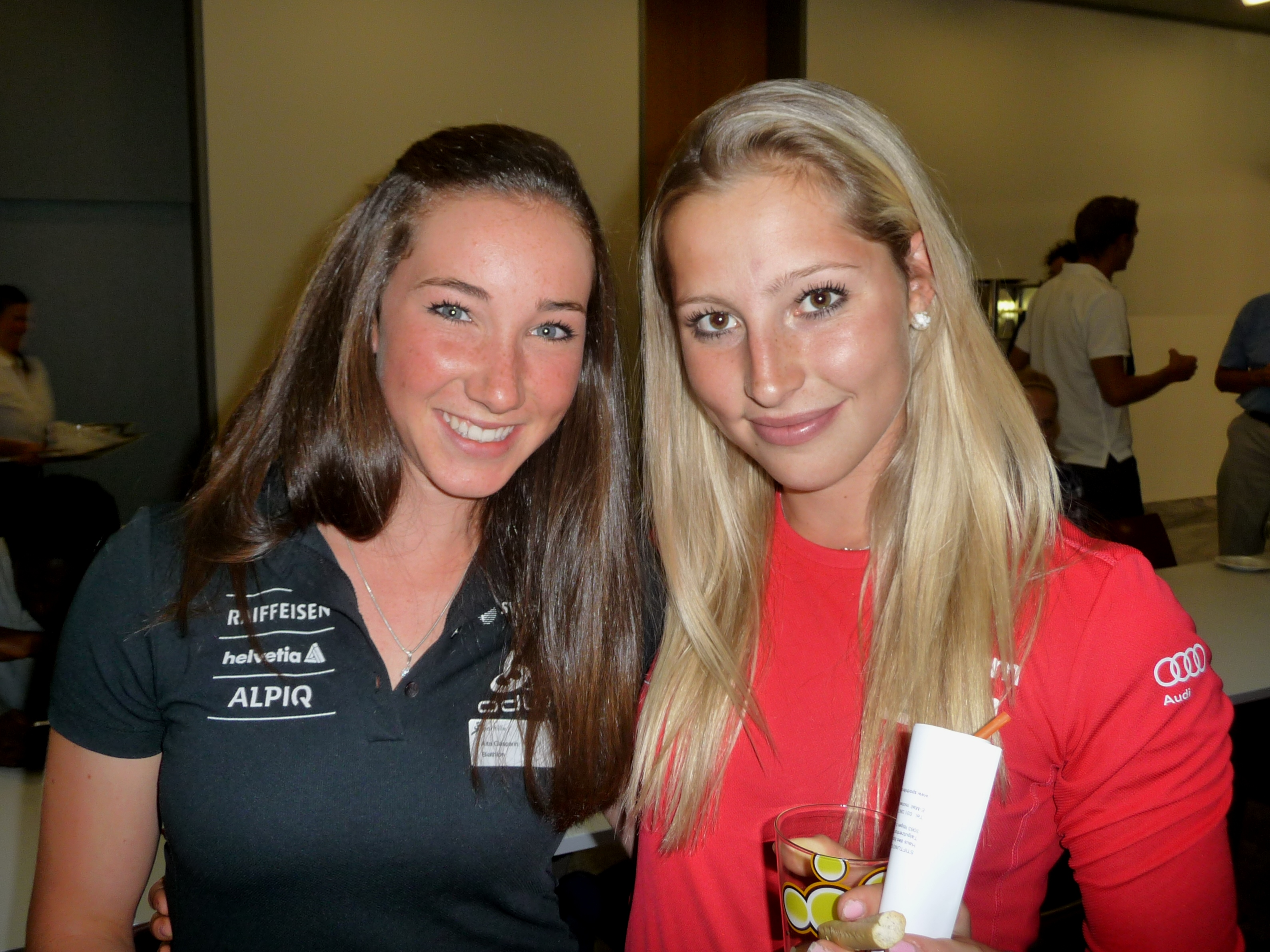
Aita Gasparin (links) mit Ladina Meier-Ruge, September 2012

Im Februar 2011 qualifizierte sich Gasparin mit dem Europäischen Olympischen Jugendfestival in Liberec erstmals für eine internationale Grossveranstaltung. Nachdem sie im Einzel unmittelbar hinter ihrer Mannschaftskollegin Patricia Jost auf Position zwölf ins Ziel gekommen war, folgten Platz 26 im Sprint als beste Schweizerin und Rang neun in der Mixed-Staffel. Ende März 2011 wurde sie bei den Schweizer Jugendmeisterschaften Zweite im Massenstart und Dritte im Sprint. In der Gesamtwertung des RWS Swiss-Cup belegte sie hinter Patricia Jost und Ladina Meier-Ruge den dritten Platz. Nach Saisonende stieg sie in das Jugend-C-Kader auf.
Zu Beginn der Folgesaison erreichte Gasparin Mitte Dezember 2011 Rang zwei im Sprint beim unterklassigen Alpencup in Pokljuka sowie Anfang des neuen Jahres die Plätze vier und fünf im Sprint und in der Verfolgung in Martell. Beim ersten Saisonhöhepunkt, den Olympischen Jugend-Winterspielen in Innsbruck im Januar 2012, schaffte sie zwei Top-20-Platzierungen im Sprint und in der Verfolgung. Mit der Mixed-Staffel aus jeweils zwei Skilangläufern und Biathleten verpasste sie das Podest als Vierte um 13 Sekunden. Einen Monat später folgten die Jugendweltmeisterschaften in Kontiolahti, bei denen sie im Einzel, im Sprint und in der Verfolgung Plätze zwischen 34 und 41 belegte. Ende März 2012 steigerte sie sich im Sprint der Schweizer Jugendmeisterschaften im Vergleich zum Vorjahr auf Rang zwei. Wegen zahlreicher ausgelassener Wettkämpfe, die zur gleichen Zeit wie die absolvierten internationalen Titelkämpfe stattfanden, reichte es in der Abschlusstabelle des RWS Swiss-Cup nur zu Position sieben. Im Zuge einer verbandsinternen Strukturbereinigung verblieb sie als jüngstes weibliches Mitglied im neu zusammengeführten neunköpfigen C-Kader.

### IBU- und Weltcupdebüt (seit 2012)

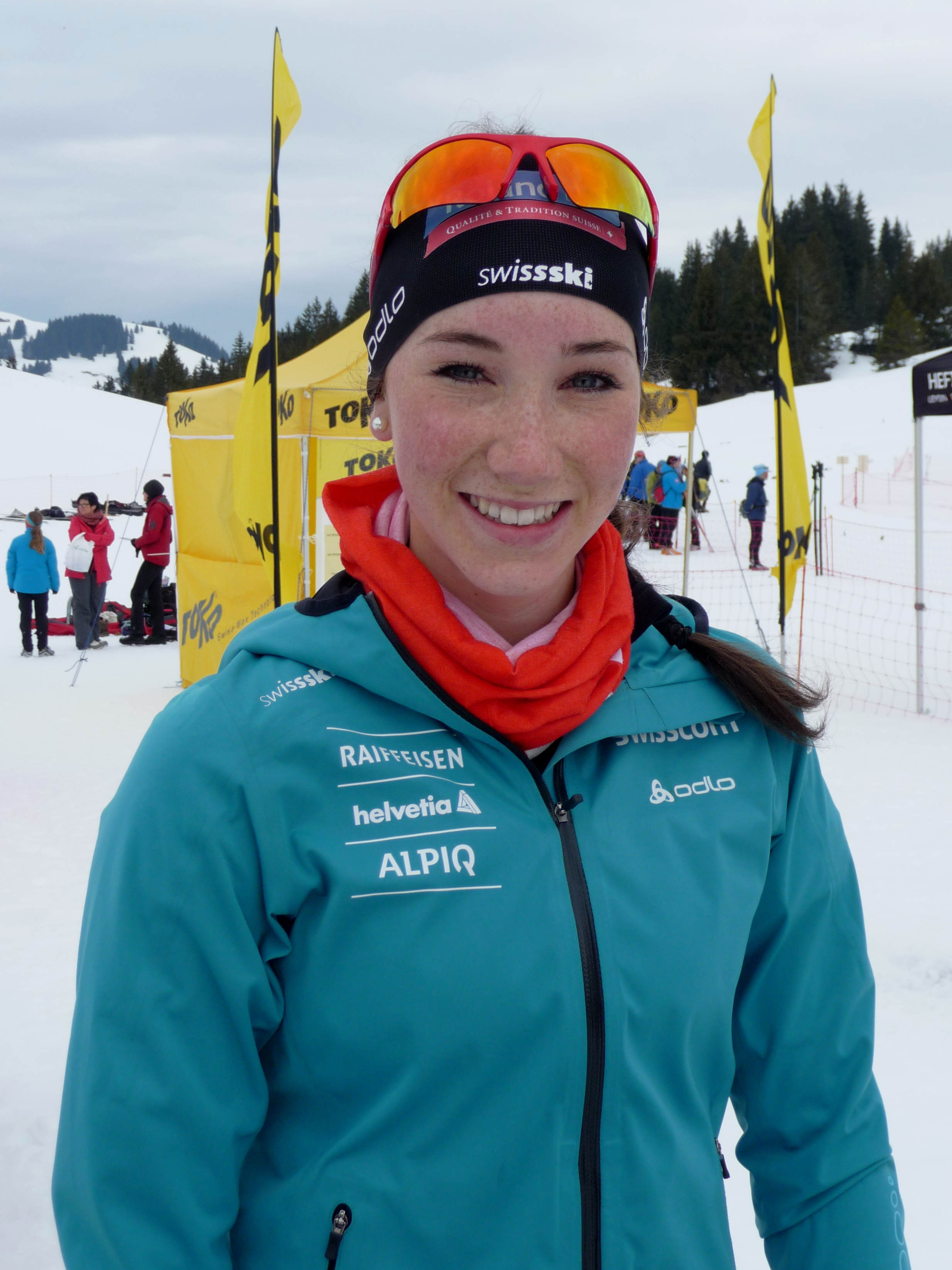
Aita Gasparin bei den Schweizer Meisterschaften in La Lécherette, März 2013

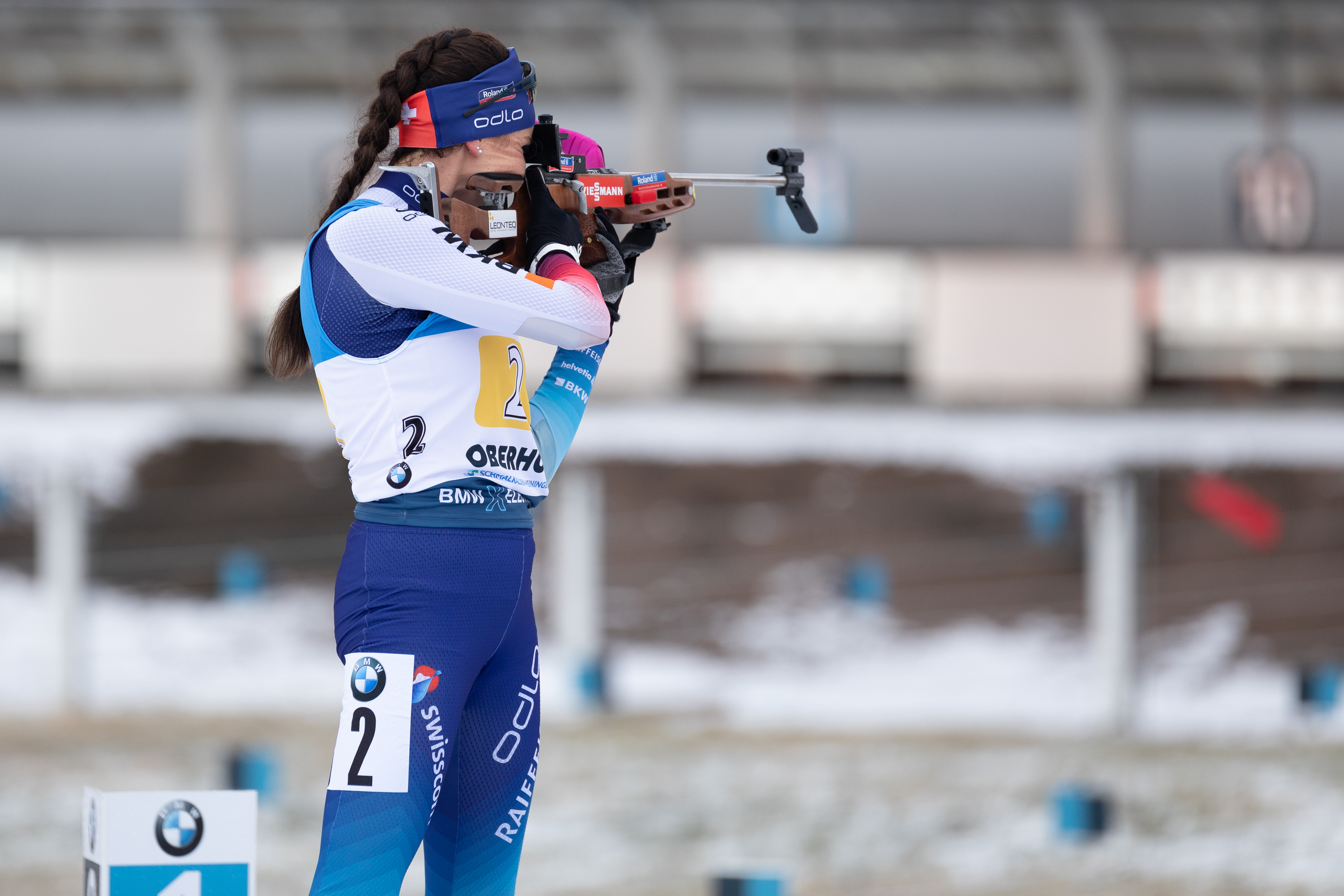
Gasparin beim Weltcup in Oberhof im Januar 2020

Nach erfolgreichen Leistungskontrollen in der Vorbereitung auf die Saison 2012/2013 empfahl sich Gasparin für die Teilnahme am IBU-Cup. Bei ihrem ersten Rennen der kontinentalen Wettkampfserie im norwegischen Beitostølen kam sie am 30. November 2012 im Einzel auf Platz 39 in die Punkteränge und erreichte auf Anhieb die Weltcupnorm. Ihr Weltcupdebüt feierte sie am 9. Dezember 2012 mit der Schweizer Frauenstaffel in Hochfilzen als 16. von 22 gestarteten Nationen. Zum ersten Mal in der Geschichte des internationalen Biathlonsports gingen drei Schwestern in einer Staffel an den Start, die durch C-Kader-Juniorin Ladina Meier-Ruge komplettiert wurde. Anfang Januar 2013 trat sie bei den Weltcups in Oberhof und Ruhpolding erneut in der Staffel an und belegte mit ihren Teamkolleginnen jeweils in veränderter Besetzung den 15. und 17. Platz. Zwischenzeitlich lief sie beim IBU-Cup in Ridnaun im Sprint und in der Verfolgung auf die Ränge 18 und 24 sowie beim Deutschlandpokal in Kaltenbrunn als Gaststarterin in der Kategorie J18/J19 auf Rang zwei hinter Jugend-Olympiasiegerin Franziska Preuß.
Zum Auftakt der Jugendweltmeisterschaften in Obertilliach wurde sie Ende Januar 2013 jeweils Zwölfte im Sprint und in der Verfolgung. Das Einzelrennen beendete sie mit sechs Schiessfehlern auf Platz 31. In der abschliessenden Juniorinnenstaffel verpasste sie gemeinsam mit Ladina Meier-Ruge und Patricia Jost nach einer Aufholjagd als Fünfte die Medaillenränge um etwa 22 Sekunden. Aufgrund der guten Leistungen wurde Gasparin in der vierköpfigen Frauenmannschaft für die Weltmeisterschaften in Nové Město na Moravě aufgeboten.
Bei ihrem ersten WM-Rennen – gleichzeitig der erste Einzelwettkampf ihrer Karriere im Weltcup – kam sie an ihrem 19. Geburtstag mit zwei Schiessfehlern im Sprint als 94. von 114 gestarteten Athletinnen ins Ziel. Im Einzel lag sie nach vier Fehlschüssen knapp elf Minuten hinter der Siegerin Tora Berger auf Platz 84. Als Schlussläuferin der Frauenstaffel sorgte sie mit ihren Mannschaftskolleginnen als 13. von 24 klassierten Nationen für eine Premiere bei Weltmeisterschaften. Bei den eine Woche später in Bansko ausgetragenen Europameisterschaften wurde sie 11. im Einzel der Juniorinnen und steigerte sich danach von Rang 18 im Sprint auf den siebten Platz in der Verfolgung. Im März 2013 siegte sie beim 14. Frauenlauf und 45. Engadin Skimarathon in der Altersklasse U20 und belegte über die Marathondistanz in der Gesamtwertung Rang 15 von 1900 klassierten Frauen. Zum Saisonabschluss gewann sie bei den Schweizer Meisterschaften beide Jugendtitel.
In der Folgesaison startete Gasparin durchgängig als Läuferin in der Schweizer Frauenstaffel. Anfang Januar 2014 erfüllte sie zusammen mit ihren beiden Schwestern und Irene Cadurisch in Ruhpolding mit Platz zehn die vom Verband geforderte Norm für die Teilnahme an den Olympischen Winterspielen in Sotschi. Im anschliessenden Einzel verpasste Gasparin als 46. ihre ersten Weltcuppunkte nur um neun Sekunden, qualifizierte sich aber erstmals für ein Verfolgungsrennen. Zuvor trat sie bereits in den IBU-Cups in Beitostølen und Ridnaun an und platzierte sich bei zwei Sprintwettkämpfen in den Punkterängen. Nach dem Weltcup in Antholz, bei dem sie erneut im Sprint zum Einsatz kam, wurde sie von Swiss Olympic für die Olympischen Winterspiele selektioniert. Bei ihrem ersten olympischen Wettkampf erreichte sie am 14. Februar 2014 mit fünf Schiessfehlern Platz 62 im Einzel. An dritter Position laufend, trug sie später zum ersten Top-Ten-Ergebnis einer Frauenstaffel bei, die mit Rang neun ein olympisches Diplom um knapp 13 Sekunden verpasste. Eine Woche später wiederholte Gasparin beim 15. Frauenlauf des Engadin Skimarathons ihre Platzierung aus dem Vorjahr. Am 8. März 2014 verschaffte ihr Rang 37 in der Verfolgung beim siebten Weltcup in Pokljuka die ersten Weltcuppunkte in einer Einzeldisziplin. Am Rande des Weltcups wurde sie zudem für die Dauer von vier Jahren in das IBU-Athletenkomitee gewählt und 2018 wiedergewählt. In der darauffolgenden Woche stand sie beim IBU-Cup-Final in Martell als Dritte im Sprint und in der Verfolgung zweimal auf dem Podest der zweithöchsten Wettkampfreihe. Zum Ende der Saison belegte sie in beiden Rennen der Schweizer Meisterschaften der Juniorinnen jeweils Platz drei und wurde für die Saison 2014/15 in das B-Kader aufgenommen.
Am 16. Januar 2015 lief sie beim Sprint in Ruhpolding in die Top 30. Beim nachfolgenden Weltcup in Antholz verbesserte sie gemeinsam mit ihrer Schwester Elisa sowie Lena Häcki und Flurina Volken auf dem achten Platz die bestehende Rekordplatzierung einer Schweizer Frauenstaffel aus dem Vorjahr. Nach hinteren Einzelplatzierungen bei den Biathlon-Weltmeisterschaften gelang ihr beim letzten Weltcup in Chanty-Mansijsk das bislang beste Karriereergebnis mit Rang 21 im Sprint. Durch ein gutes Verfolgungsrennen qualifizierte sie sich zum Saisonabschluss erstmals für den Massenstart, das sie erneut auf Platz 21 beendete. Im Rahmen der Kaderselektion für die Folgesaison stieg sie in das A-Kader auf.
Eine historische Leistung gelang der inzwischen eindreißigjährigen Sportlerin gemeinsam mit Niklas Hartweg zehn Jahre später. Der erste Platz in der Single Mixed Staffel auf der Pokljuka im März 2025 war nicht nur der erste Sieg der Eidgenossen überhaupt in diesem Wettbewerb. In der Geschichte des IBU Weltcups hat zuvor weder eine männliche noch eine weibliche noch eine gemischte Schweizer Staffel auf der obersten Stufe des Podests gestanden. Das Duo verwie die Schweden und die Finnen auf die nächsten Plätze und erreichte damit den erst fünften Sieg der Alpenrepublik in der Biathlon-Eliteklasse.

## Persönliches
Aita Gasparin lebt bei ihren Eltern in Pontresina. Sie besuchte die Academia Engiadina in Samedan und legte im Juni 2014 die Matura ab.
2011 ging sie eine Partnerschaft mit einem Schweizer Backwarenhersteller als Individualsponsor ein, der auch ihre Schwester Selina unterstützt. Wie ihre beiden Schwestern wird sie vom Norweger Vegard Bitnes betreut, der seit Juni 2011 als Stützpunkttrainer im Oberengadin tätig ist.
Seit November 2014 arbeiten sie und ihre Schwester Elisa als zivile Mitarbeiterinnen im Bereich Sport beim Grenzwachtkorps (französisch Gardes-Frontière).
Im Herbst 2022 heiratete sie im Giardino Verde in Uitikon (ZH) den ehemaligen ukrainischen Biathleten Serhij Semenow, Juniorentrainer für den Schweizer Skiverband Swiss-Ski, mit dem sie seit 2017 zusammen ist.

## Statistik

### Weltcupsiege
| Nr. | Datum         | Ort      | Disziplin              |
| --- | ------------- | -------- | ---------------------- |
| 1.  | 16. März 2025 | Pokljuka | Single-Mixed-Staffel 1 |

### Weltcupplatzierungen
Die Tabelle zeigt alle Platzierungen (je nach Austragungsjahr einschliesslich Olympische Spiele und Weltmeisterschaften).
- 1.–3. Platz: Anzahl der Podiumsplatzierungen
- Top 10: Anzahl der Platzierungen unter den ersten zehn (einschliesslich Podium)
- Punkteränge: Anzahl der Platzierungen innerhalb der Punkteränge (einschliesslich Podium und Top 10)
- Starts: Anzahl gelaufener Rennen in der jeweiligen Disziplin
- Staffel: inklusive Mixed- und Single-Mixed-Staffeln

| Platzierung              | Einzel | Sprint | Verfolgung | Massenstart | Staffel | Gesamt |
| ------------------------ | ------ | ------ | ---------- | ----------- | ------- | ------ |
| 1. Platz                 |        |        |            |             |         |        |
| 2. Platz                 |        |        |            |             | 1       | 1      |
| 3. Platz                 |        |        |            |             | 2       | 2      |
| Top 10                   | 1      | 1      | 1          |             | 22      | 25     |
| Punkteränge              | 4      | 20     | 13         | 4           | 51      | 92     |
| Starts                   | 19     | 58     | 30         | 4           | 52      | 163    |
| Stand: 31. Dezember 2021 |        |        |            |             |         |        |

| Saison  | Einzel | Sprint | Verfolgung | Massenstart | Gesamt | Gesamt |
| Saison  | Platz  | Platz  | Platz      | Platz       | Punkte | Platz  |
| ------- | ------ | ------ | ---------- | ----------- | ------ | ------ |
| 2023/24 | 30.    | 36.    | 29.        | 36.         | 200    | 31.    |
| 2022/23 | 35.    | 28.    | 24.        | 22.         | 267    | 24.    |
| 2021/22 | —      | 55.    | 45.        | —           | 69     | 55.    |
| 2020/21 | 60.    | 42.    | 58.        | —           | 108    | 53.    |
| 2019/20 | 22.    | 40.    | 32.        | 26.         | 232    | 31.    |
| 2018/19 | —      | 69.    | —          | —           | 20     | 85.    |
| 2016/17 | 55.    | 85.    | 80.        | —           | 20     | 88.    |
| 2015/16 | —      | 67.    | 74.        | —           | 32     | 71.    |
| 2014/15 | —      | 58.    | 62.        | 38.         | 74     | 59.    |
| 2013/14 | —      | —      | 80.        | —           | 3      | 99.    |

### Olympische Winterspiele
Ergebnisse bei Olympischen Winterspielen:
|                                             | Einzelwettbewerbe | Einzelwettbewerbe | Einzelwettbewerbe | Einzelwettbewerbe | Staffelwettbewerbe | Staffelwettbewerbe |
| Sprint                                      | Verfolgung        | Einzel            | Massenstart       | Damenstaffel      | Mixedstaffel       |                    |
| ------------------------------------------- | ----------------- | ----------------- | ----------------- | ----------------- | ------------------ | ------------------ |
| Olympische Winterspiele 2014 \| Sotschi     | –                 | –                 | 62.               | –                 | –                  | 9.                 |
| Olympische Winterspiele 2018 \| Pyeongchang | –                 | –                 | 68.               | –                 | –                  | –                  |

### Weltmeisterschaften
Ergebnisse bei den Weltmeisterschaften:
| Weltmeisterschaften | Weltmeisterschaften  | Einzel | Sprint | Verfolgung | Massenstart | Staffel | Mixedstaffel | Single-Mixedstaffel |
| Jahr                | Ort                  | Einzel | Sprint | Verfolgung | Massenstart | Staffel | Mixedstaffel | Single-Mixedstaffel |
| ------------------- | -------------------- | ------ | ------ | ---------- | ----------- | ------- | ------------ | ------------------- |
| 2013                | Nové Město na Moravě | 84.    | 94.    | –          | –           | 13.     | –            |                     |
| 2015                | Kontiolahti          | 78.    | 81.    | –          | –           | –       | 13.          |                     |
| 2016                | Oslo                 | 63.    | 73.    | –          | –           | 16.     | 14.          |                     |
| 2017                | Hochfilzen           | 28.    | 48.    | 50.        | –           | 13.     | 14.          |                     |